# 1998 KR44
1998 KR44 är en asteroid i huvudbältet som upptäcktes den 22 maj 1998 av LINEAR i Socorro County, New Mexico.
Den tillhör asteroidgruppen Nysa.